# Kotayk'i Jrants'k'
Kotayk'i Jrants'k' (armeniska: Kotayk’i Jrants’k’) är en kanal i Armenien. Den ligger i den centrala delen av landet, 15 kilometer öster om huvudstaden Jerevan.
Trakten runt Kotayk'i Jrants'k' består i huvudsak av gräsmarker. Runt Kotayk'i Jrants'k' är det ganska tätbefolkat, med 149 invånare per kvadratkilometer.